# Julius von Röder
Julius Heinrich Reinhard von Röder (* 2. Juli 1798 in Rudolstadt; † 6. Januar 1881 ebenda) war Richter und Kanzler und Staatsminister in Schwarzburg-Rudolstadt.

## Leben
Julius von Röder war der Sohn eines Rudolstädter Hofrats. Er studierte Rechtswissenschaften und war seit dem 6. Dezember 1819 als Regierungsassor mit Sitz und Stimme Mitglied der Regierung zu Rudolstadt. Am 19. Dezember 1827 wurde er Regierungsrat. Am 22. Dezember 1831 wurde er Oberappellationsgerichtsrat am Oberappellationsgericht Zerbst.
Ab dem 21. September 1836 kehrte er in die Regierung zurück und erhielt dort am 1. Oktober 1836 den Titel eines Geheimen Regierungsrates. Nun trat er zusätzlich in das Geheime Ratskollegium ein. Am 10. Januar 1846 wurde er zugleich Steuerdirektor. 1821 bis 1846 bestand in Schwarzburg-Rudolstadt die Besonderheit, dass der Landtagskommissar des Fürsten gleichzeitig der Parlamentspräsident war. Durch diese Regelung war Julius von Röder 1839 und 1845 Mit-Vorsitzender des Landtags.
Mit dem Ausbruch der Märzrevolution trat er am 11. März 1848 an die Spitze des Geheimen Ratskollegiums und der Regierung und erhielt am 29. Dezember 1848 den Titel Kanzler.
Am 1. Mai 1850 wurde er in der neuen Regierungsorganisation zum wirklichen Geheimen Rat und Minister ernannt.
Am 30. Januar 1850 wurde er im Wahlkreis Fürstentum Schwarzburg-Rudolstadt einstimmig zum Abgeordneten im Volkshaus des Erfurter Unionsparlaments gewählt.
Am 19. Dezember 1851 trat er aufgrund der Unzufriedenheit mit der Politik in der Reaktionsära zurück und wurde in den Ruhestand versetzt.